# Sympycnus cylindricus
Sympycnus cylindricus är en tvåvingeart som beskrevs av Van Duzee 1930. Sympycnus cylindricus ingår i släktet Sympycnus och familjen styltflugor. Inga underarter finns listade i Catalogue of Life.